# Đập Inga Lớn
Đập Inga Lớn là một đập thủy điện được đề xuất xây dựng trên sông Congo tại Thác Inga, Cộng hòa Dân chủ Congo.
Đập Inga Lớn là đập thứ tư và lớn nhất trong số các đập Inga, cách 8 kilômét (5,0 mi)   từ Inga-I, cách 7,3 kilômét (4,5 mi)   từ Inga-II và cách 6,5 kilômét (4,0 mi)   từ Inga-III.
Con đập có công suất phát điện dự kiến là 39.000 MW (52.000.000 hp), với 52  tuabin, mỗi tuabin có công suất phát 750 MW (1.010.000 hp). Nó gần gấp đôi công suất của đập Tam Hiệp, hiện được gọi là cơ sở sản xuất năng lượng lớn nhất từng được chế tạo.